# KORG DS-10
『KORG DS-10』（コルグ ディーエス テン）は、AQインタラクティブがコルグと共同開発し、2008年7月24日に発売したニンテンドーDS専用音楽ツール・ソフト。

## 概要
コルグから1978年に発売されたモノフォニックシンセサイザーMS-10をデザイン・モチーフにして開発したアプリケーションソフトウェアで、2台のアナログシンセサイザー・シミュレーター（ソフトウェア・シンセサイザー）、4トラックのドラムマシン、シーケンサー、ミキサー、サウンド・エフェクターを備え、単体でひととおりのDTMが可能である。
MS-10のパッチングによるインターフェースを残しながら、タッチパネルを活かした同社のKAOSSILATORに類似するインターフェースや、ワイヤレス通信で複数台を同期する同時演奏、データ交換、などの機能を備える。
Amazon.co.jpのみで販売され、発売前に同サイト内の予約数で1位になった。YouTubeやニコニコ動画などで演奏動画がアップされている。
2009年9月17日に、一部ニンテンドーDSi専用機能を備えた機能拡張版『KORG DS-10 PLUS』の発売を決定した。一般流通でも販売し、大人の科学マガジンとコラボレーションした限定版も販表する。
開発者の佐野電磁がプロデュースする女性ボーカル・シンセサイザーユニット『DG-10』が、今井麻美、長谷川明子、又吉愛の3名で編成された。2009年7月25日に『KORG DS-10 お誕生会』でデビューして収録曲のCDとカセットテープを先行販売した。

## 関連書籍
- 「サクっと遊べる KORG DS-10 KORG DS-10公式ガイド」（小谷野謙一〈著、監修〉、エクスパ〈著〉、ソシム、2008年8月5日)
- 「KORG DS-10 performance guide book 」（村上俊一  〈著〉、翔泳社、2008年9月19日）
- 「KORG DS-10PLUS 音作りパーフェクトガイド ムック」（大人の科学マガジンン編集部〈編集〉、学研教育出版、2009年12月1日）